# Novokostiantínivka
Novokostiantínivka (en (ucraïnès): Новокостянтинівка, en rus: Новоконстантиновка, Novokonstantínovka) és un poble de la República Autònoma de Crimea a Ucraïna, que el 2014 tenia 111 habitants. Pertany al districte rural de Djankoi.